# Svetlana Lipatova
Svetlana Aleksandrovna Lipatova (in russo Светлана Александровна Липатова?; Kazan', 2 febbraio 1993) è una lottatrice russa, specializzata nella lotta libera.

## Palmarès
- Europei

Kaspiysk 2018: bronzo nei 59 kg.
Bucarest 2019: argento nei 62 kg.
- Giochi europei

Baku 2015: argento nei 60 kg.
- Giochi olimpici giovanili

Singapore 2010: bronzo nei 60 kg.